# Schitu (okręg Aluta)
Schitu – wieś w Rumunii, w okręgu Aluta, w gminie Schitu. W 2011 roku liczyła 284 mieszkańców.